# Grand-duc
Pour les articles homonymes, voir Hibou grand-duc et Grand-duc (homonymie).

Représentation luxembourgeoise héraldique de la couronne grand-ducale.

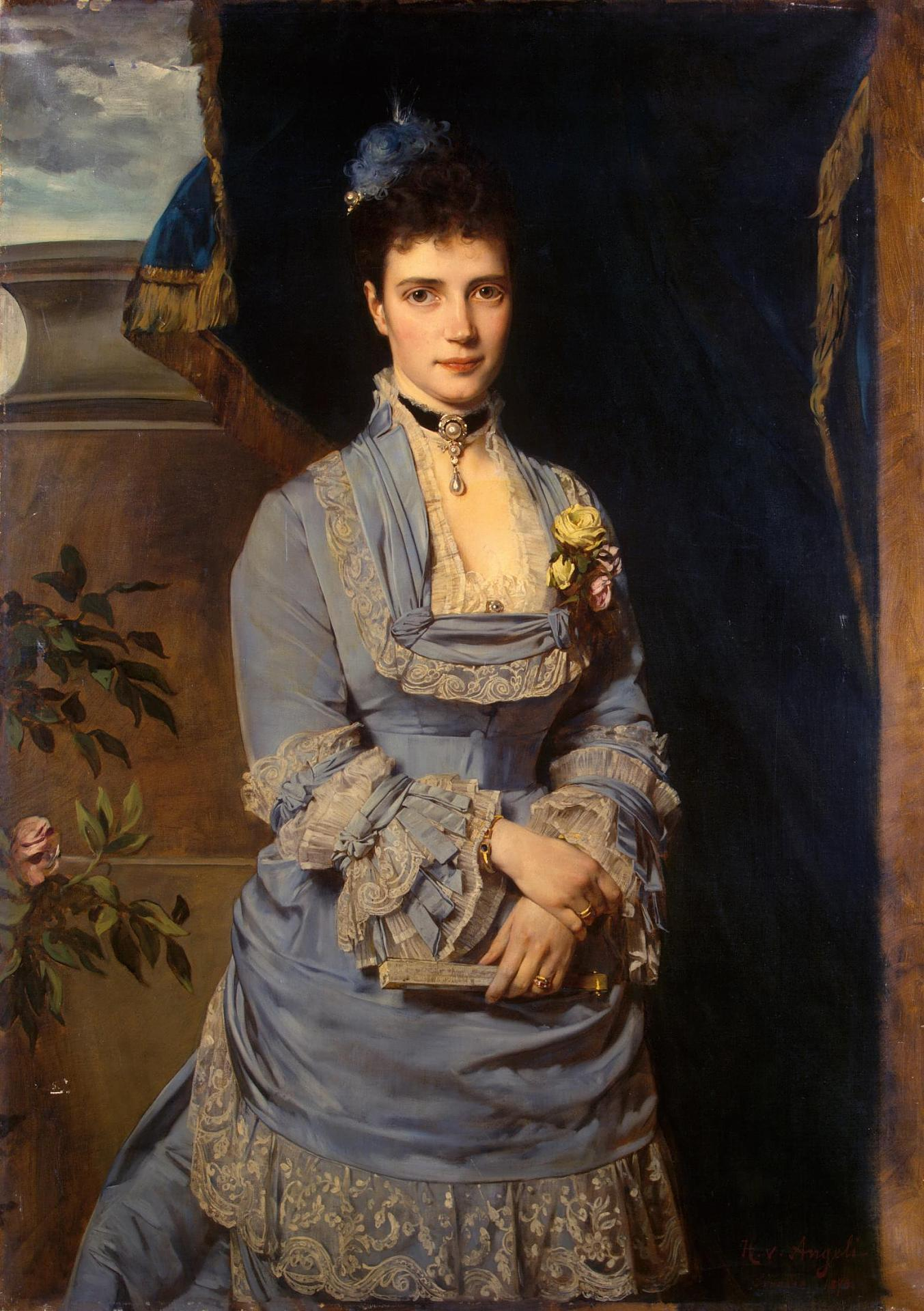
Portrait de la grande-duchesse Marie Féodorovna par Heinrich von Angeli (1874). Saint-Pétersbourg, musée de l'Ermitage.

Le titre de grand-duc est un titre de noblesse qui désigne :
- un monarque — un prince régnant — d'un rang de préséance inférieur à celui d'un empereur ou d'un roi, mais supérieur à celui d'un prince souverain, prince de sang, duc, prince titulaire, marquis, comte (suivant cet ordre) ainsi qu'aux rangs nobiliaires inférieurs[1] ;
- le chef d'État du Luxembourg. Selon les termes de l’article 3 de la Constitution, la couronne du Grand-Duché est héréditaire dans la famille de Nassau, conformément au pacte de famille, à l’article 71 du traité du congrès de Vienne du 9 juin 1815, et à l’article 1er du traité de Londres du 11 mai 1867 ;
- un prince de la dynastie impériale russe, c'est-à-dire un membre de famille proche du tsar régnant portant le titre de noblesse précis de « velikii kniaz », ce qui par traduction littérale veut dire « grand-prince ». En Occident, ce titre est généralement traduit par « grand-duc », puisque la plupart des langues occidentales — l'allemand étant l'exception notoire — ne connaissent pas de terme littéral équivalent pour « grand-prince ».

L'appellation de courtoisie donnée à un grand-duc souverain est « Son Altesse Royale » (abrégé en S.A.R.).

## Usage du titre

### En Russie
Grand-duc est un titre russe désignant les enfants et petits-enfants dans la ligne mâle du tsar. Ils ont droit au prédicat d’altesse impériale.
L'empereur de Russie, appelé tsar (ou tzar) a le droit au prédicat de Sa Majesté (+ nom de règne), empereur et autocrate de toutes les Russies.
Les autres titres de la maison impériale sont : 
- grand-duc (fém. grande-duchesse) est un titre réservé aux fils, filles, frères et sœurs du tsar, aux petits-fils et petites-filles du tsar avec traitement (ou prédicat) d'altesse impériale.

Titre reconnu aux autres descendants du sang impérial dans la ligne masculine, sous réserve d'être issue d'un mariage égal en naissance et non d'un mariage morganatique :
- prince de Russie (fém. princesse de Russie)  est un titre donné aux arrière-petits-enfants des tsars avec traitement d'Altesse, et au fils aîné de chaque arrière-petit-fils avec le traitement d'altesse sérénissime.

Le terme russe, velikii kniaz, est peut-être mieux traduit par grand-prince que par grand-duc, kniaz étant habituellement traduit par prince. D’abord réservé aux plus grands des princes souverains russes, comme le grand-duc de Kiev ou le grand-duc de Moscovie, le titre est devenu celui des membres de la famille impériale après le couronnement impérial d'Ivan IV en 1547. L’actuel prétendant au trône impérial russe, encore que cette question soit débattue, porte le titre de grand-duc.

### En Europe occidentale

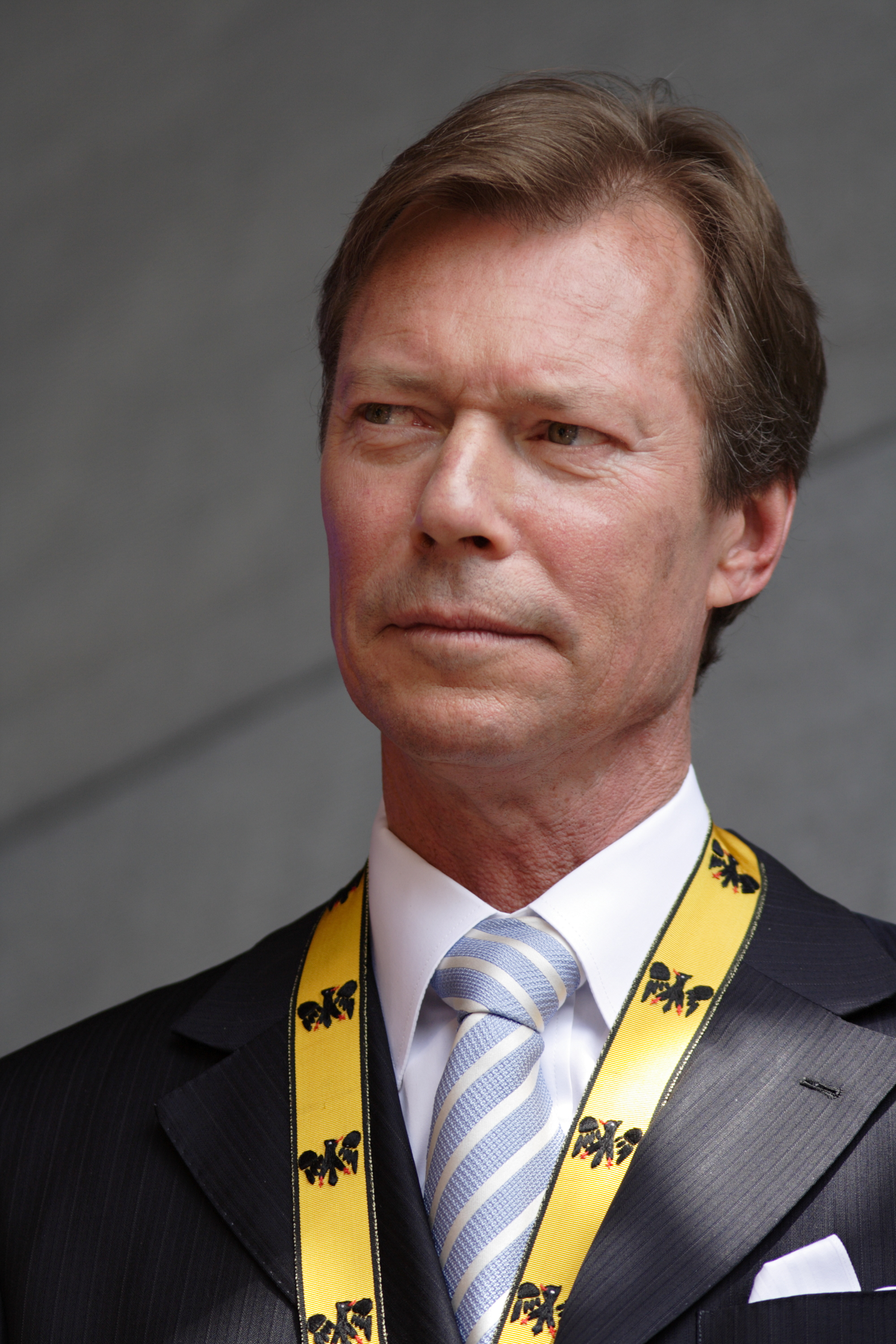
Henri, actuel grand-duc de Luxembourg (2009).

#### Moyen Âge
Le duc de Bourgogne, Philippe le Bon (1396-1467), s'est proclamé « grand-duc du Ponant »,.

#### Temps Modernes
L'élévation au rang de grand-duc est accordée à plusieurs princes souverains de pays européens à l'époque moderne : la Toscane en 1569, la Lituanie au XVIe siècle et la Finlande en 1582. À l'époque napoléonienne puis du congrès de Vienne, ce titre intermédiaire entre celui de roi et celui de prince souverain se multiplie dans la confédération du Rhin et dans la Confédération germanique  (Bade, Mecklembourg-Strelitz, Mecklembourg-Schwerin, Hesse, Saxe-Weimar-Eisenach, Luxembourg).

#### Epoque Contemporaine
Actuellement, la seule nation ayant le statut d'une monarchie constitutionnelle sous forme de grand-duché est le Luxembourg.
Le nom complet de ce pays dans ses trois langues officielles est :
- Groussherzogtum Lëtzebuerg (en langue luxembourgeoise) ;
- Grand-Duché de Luxembourg (en langue française) ;
- Großherzogtum Luxemburg (en langue allemande).

### Titres similaires
- En 987, le comte Gonçalo I Mendes de Portucale (petit comté au nord-ouest du Portugal, l'embryon de ce pays) prit le titre de Magnus Dux Portucalensium (grand-duc de Portucale). Il fut vaincu par les armées du roi Bermude II de León, mais son autonomie à l'époque était remarquable comme Magnus Dux.
- Il ne faut pas confondre le titre de grand-duc avec celui de mégaduc (grec : megadoukas) qui désigne l'amiral de l'Empire byzantin.
- Il ne faut pas confondre non plus le titre de grand-duc avec celui d'archiduc qui est propre à l'Autriche.

## Orthographe et usages

### Accord
|                        | Masculin singulier | Masculin pluriel | Féminin singulier | Féminin pluriel   |
| ---------------------- | ------------------ | ---------------- | ----------------- | ----------------- |
| Titre                  | grand-duc          | grands-ducs      | grande-duchesse   | grandes-duchesses |
| État                   | grand-duché        | grands-duchés    |                   |                   |
| Adjectif correspondant | grand-ducal        | grand-ducaux     | grand-ducale      | grand-ducales     |

### Majuscule
Étant des noms communs, grand-duc et grande-duchesse s'écrivent avec une minuscule, excepté lorsqu'ils se trouvent en tête de phrase, de vers ou de titre :
- Grands-ducs et grandes-duchesses ont le pas sur les simples ducs et duchesses.

Comme marque de déférence, on peut néanmoins mettre deux majuscules (sur le G et sur le D) :
- Les règles d'usage au Luxembourg recommandent la majuscule, par exemple « le Grand-Duc Jean »[4].
- On peut aussi trouver « le Grand-Duc » là où l'on emploierait « le Roi » avec une majuscule.
- On peut aussi trouver écrit « le Grand-Duché de Luxembourg » pour « le grand-duché de Luxembourg » (c'est là l'orthographe donnée par le Petit Robert 2) par exemple, comme on peut rencontrer « le Royaume de Belgique » pour « le royaume de Belgique ».

### Usage
Dans la terminologie décrivant la réalité politique du XXIe siècle, « le Grand-Duché » désigne en absolu le Luxembourg (tout comme « le Royaume-Uni » désigne la Grande-Bretagne et l'Irlande du Nord, les deux étant uniques en leur genre parmi les États actuels). Grand-ducal a tendance à devenir synonyme de luxembourgeois, notamment dans un contexte politique et administratif — exemple : « le gouvernement grand-ducal » —, même si le Petit Robert indique « surtout usité en Belgique et au Luxembourg en ce sens ».
Quand les Belges parlent du « Luxembourg », ils peuvent aussi bien désigner le pays que la Province de Luxembourg, l'une des dix provinces de la Belgique. Il s'agit là de la partie francophone de l'ancien Luxembourg dans ses frontières historiques, qui a été rattachée en 1839 à la Belgique créée neuf années auparavant. 
L'État-nation du Luxembourg, immédiatement voisin de cette province, est fréquemment appelé par les Belges « le Grand-Duché », lors d'une possible confusion. Les Luxembourgeois, en revanche, appellent leur pays tout simplement Lëtzebuerg (Luxembourg), et la province belge voisine Belscht Lëtzebuerg (le Luxembourg belge).

### La tournée des...
En langue familière, faire la tournée des grands-ducs, c'est faire la tournée des restaurants, des cabarets luxueux. Le Trésor de la langue française indique que c’est « P. réf. [lire : Par référence] au prétendu engouement des grands-ducs russes pour ce genre de divertissement ».

### Rapaces
Le hibou grand-duc encore appelé grand-duc d'Europe est un rapace, ce qualificatif de grand-duc étant partagé par d'autres espèces du genre Bubo.